# Mansión de Eversmuiža
La Mansión de Eversmuiža (en polaco: Ewersmujża; en ruso: Эвермуйжа) es una casa señorial en la parroquia de Cibla, municipio de Cibla en la región histórica de Latgale, en Letonia.

## Historia
Es conocido que los noble polacos Karnicki tuvieron en posesión tierras en la finca de Cibla (Eversmuiža) durante unos 350 años. Posteriormente la finca fue dividida y se creó la nueva Mansión de Felicianova.

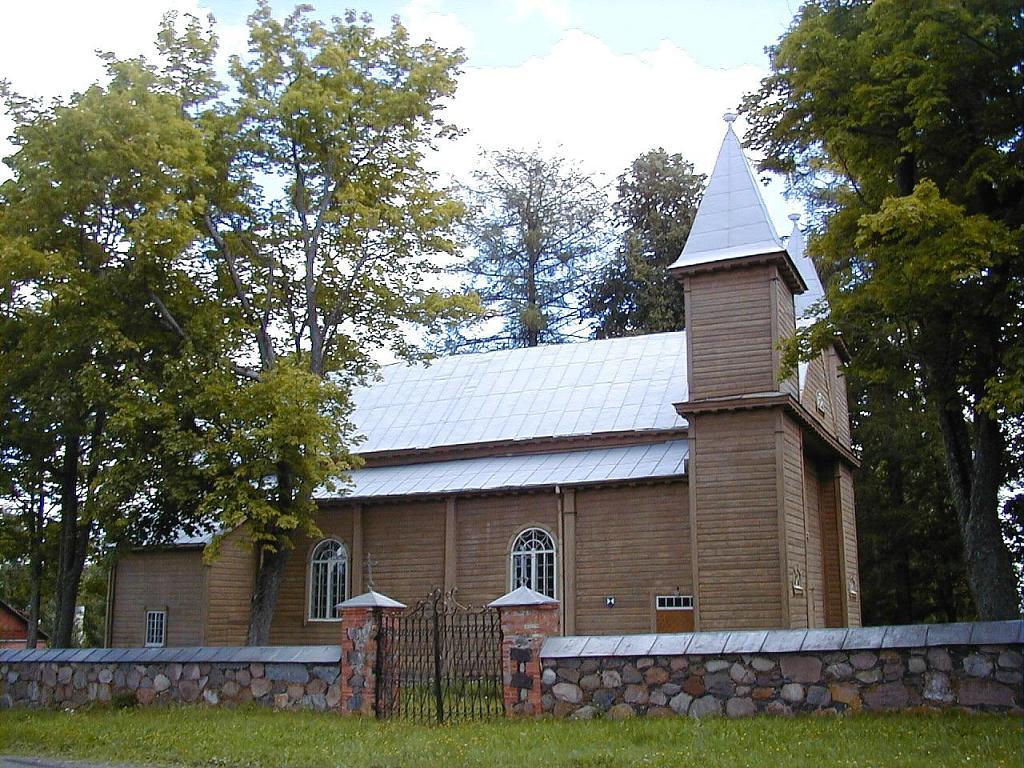
Iglesia católica de San Andrés en Eversmuiža.